# Edilson Soares Nobre
Dom Edilson Soares Nobre (Touros, 9 de maio de 1965) é um bispo católico brasileiro. É o atual bispo diocesano da Diocese de Oeiras, a primeira capital do estado brasileiro do Piauí.

## Biografia
De acordo com a Rádio Vaticano o religioso: "Estudou Filosofia e Teologia no Seminário Maior “São Pedro”, em Natal e Comunicação Social na Pontifícia Universidade Salesiana de Roma e também desempenhou: "várias atividades na Arquidiocese de Natal: além de ser Vigário Geral, Pároco da Paróquia de Sant'Ana - Capim Macio; Coordenador Arquidiocesano do Setor de Comunicação; Membro do Colégio de Consultores; Membro do Conselho Episcopal; Membro do Conselho Presbiteral e Membro do Conselho de Assuntos Econômicos".

### Ordenação presbiterial
Foi ordenado padre pelo arcebispo Dom Alair Vilar Fernandes de Melo no dia 06 de abril de 1991.

### Ordenação episcopal
Aos 11 de janeiro de 2017 foi nomeado pelo Papa Francisco como bispo da Diocese de Oeiras. Foi ordenado bispo, no dia 20 de março de 2017, na Catedral Metropolitana de Natal, pelo arcebispo metropolitano de Natal, Dom Jaime Vieira Rocha e os co-sagrantes foram os arcebispos eméritos de Natal, Dom Heitor de Araújo Sales e Dom Matias Patrício de Macêdo.

### Atividades sacerdotais
- Vigário Paroquial de São Paulo Apóstolo em São Paulo do Potengi – 1991 e 1992;
- Pároco de Lajes (Paróquia de Nossa Senhora de Conceição) – julho de 1992 a fevereiro de 1998;
- Administrador Paroquial de São Paulo Apóstolo em Pedro Avelino (abril de 1996 a fevereiro de 1998);
- Pároco de Macau (Paróquia de Nossa Senhora de Conceição) – fevereiro de 1998 a julho de 2005;
- Administrador Paroquial de São João Batista em Pendências – 2000 e 2001;
- Foi representante do clero na Comissão Regional de Presbíteros e Coordenador da Pastoral Presbiteral nos anos 2000 a 2005;
- Foi vigário cooperador da Paróquia de São João Maria Vianney, em Roma nos anos 2006 e 2007;
- Administrador paroquial de Nova Cruz (Paróquia da Imaculada Conceição) – janeiro de 2008 a abril de 2011;
- Pároco de Nova Cruz – abril de 2011 a junho de 2012;
- Foi Vigário Episcopal para o Clero nos anos 2009 a 2011;
- Foi Assistente Eclesiástico da Pastoral da Comunicação de 2008 a 2011;
- Foi Vigário Geral da Arquidiocese de Natal desde 2012;
- Foi Coordenador do Setor Comunicação da Arquidiocese desde 2012;
- Foi membro do Colégio de Consultores da Arquidiocese de Natal;
- Foi membro do Conselho Presbiteral da Arquidiocese de Natal;
- Foi membro do Conselho de Assuntos Econômicos e Administrativos da Arquidiocese de Natal;
- Foi Pároco da Paróquia de Sant’Ana, em Capim Macio, Natal-RN de fevereiro de 2019 a março de 2017.[nota 1]